# 安雅·尼德林豪斯
安雅·尼德林豪斯（德語：Anja Niedringhaus，發音：[ˈanja ˈniːdʁɪŋˌhaʊs]；1965年10月12日—2014年4月5日）德国战地女摄影记者。2005年曾因一组伊拉克战争照获普利策突发新闻摄影奖 及国际妇女传媒基金会新闻勇气奖。2014年为美联社在阿富汗东部与巴基斯坦交界处的一座偏远小镇采访阿富汗总统选举时被当地一名警察射杀，另一名美联社记者凯茜·甘农（Kathy Gannon，女，60岁）被打伤，当时两人坐在一辆汽车里。阿富汗总统哈米德·卡尔扎伊表示，他对这起事件感到悲痛，并已经下令展开全面调查。联合国、记者无国界和保护记者委员会都对这起袭击事件加以谴责并对受害者家属表达慰问。
尼德林豪斯出生于德国北莱茵-威斯特伐利亚赫克斯特，17岁在高中时就成为一个自由摄影记者。